# 覆疊空間
在拓撲學中，拓撲空間{\displaystyle X}的覆疊空間是一對資料{\displaystyle (Y,p)}，其中{\displaystyle Y}是拓撲空間，{\displaystyle p:Y\to X}是連續的滿射，並存在{\displaystyle X}的一組開覆盖
{\displaystyle X=\bigcup _{U\in {\mathcal {U}}}U}
使得對每個{\displaystyle U\in {\mathcal {U}}}，存在一個離散拓撲空間{\displaystyle F}及同胚：{\displaystyle \phi _{U}:U\times F\simeq p^{-1}(U)}，而且{\displaystyle p\circ \phi _{U}:U\times F\to U}是對第一個坐標的投影。
滿足上述性質的{\displaystyle p:Y\to X}稱為覆疊映射。當{\displaystyle X}連通時，{\displaystyle F}的基數是個常數，稱為覆疊的次數或重數。
空間{\displaystyle X}的覆疊構成一個範疇{\displaystyle \mathbf {Cov} _{X}}，其對象形如{\displaystyle p:Y\to X}，從{\displaystyle p:Y\to X}到{\displaystyle q:Z\to X}態射是連續映射{\displaystyle f:Y\to Z}，且{\displaystyle q\circ f=p}。

## 例子

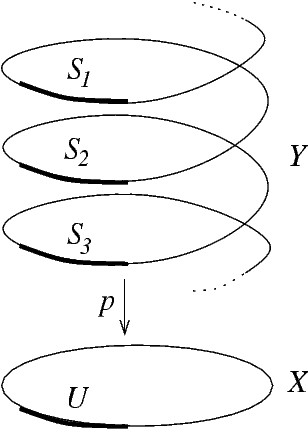
覆疊空間的例子：

- 考慮映射{\displaystyle p:\mathbb {R} \to \mathbb {S} ^{1}}，{\displaystyle p(x)=e^{2\pi ix}}。對任意{\displaystyle s=e^{2\pi it}\in \mathbb {S} ^{1}}，取其開鄰域

{\displaystyle U:=\{e^{2\pi is}:|s-t|<{\frac {1}{2}}\}\simeq (-1/2,1/2)}
{\displaystyle f:(-1/2,1/2)\times \mathbb {Z} {\stackrel {\sim }{\to }}p^{-1}(U),\quad f(t,n)=t+n}
由此可見{\displaystyle p:\mathbb {R} \to \mathbb {S} ^{1}}是覆疊映射。
- 莫比烏斯帶的二重覆疊空間是 {\displaystyle \mathbb {S} ^{1}\times [0,1]}。

## 性质
局部性质
对于任何一个覆叠{\displaystyle p:C\to X}都是一个局部同胚，这就是说，对任意的{\displaystyle c\in C}，都存在一个在C中的开邻域U，和p(c)在X中的开邻域V，使得p在U上的限制诱导U到V上的同胚。这说明C和X在局部上的拓扑性质是一样的。如果X是单连通的且C是连通的，则在整体上也成立，并且覆叠p变为同胚。
纤维上的同胚

## 萬有覆疊空間
連通空間{\displaystyle X}的萬有覆疊空間（若其存在）是範疇{\displaystyle \mathbf {Cov} _{X}}的初始對象{\displaystyle u:{\tilde {X}}\to X}，換言之，對每個覆疊{\displaystyle p:X'\to X}，存在唯一的連續映射{\displaystyle f:{\tilde {X}}\to X'}使得{\displaystyle p\circ f=u}。萬有覆疊若存在則必唯一。之前的{\displaystyle \mathbb {R} \to \mathbb {S} ^{1}}便是一例。
若要求{\displaystyle X}局部道路連通且局部單連通，則萬有覆疊空間存在。這類空間的主要例子有流形和單純複形。在同樣前提下，覆疊{\displaystyle {\tilde {X}}\to X}是萬有覆疊的充要條件是基本群{\displaystyle \pi _{1}({\tilde {X}},*)=\{e\}}。

## 正則覆疊及主叢
以下同樣要求{\displaystyle X}連通、局部道路連通且局部單連通。對於覆疊映射{\displaystyle p:Y\to X}，選定{\displaystyle x\in X}。在{\displaystyle \mathbf {Cov} _{X}}中的自同構群{\displaystyle \mathrm {Aut} (p)}在纖維{\displaystyle p^{-1}(x)}上的作用是自由的（即：{\displaystyle \mathrm {Aut} (p)\to \mathrm {Aut} (p^{-1}(x))}是單射），對於{\displaystyle x\in X}的不同選取，此作用僅差個自然的同構。
若{\displaystyle \mathrm {Aut} (p)}的作用是傳遞的，則稱{\displaystyle p:Y\to X}為正則覆疊。萬有覆疊必正則，反之則不然。按照纖維叢的觀點，覆疊空間正是離散纖維的纖維叢，正則覆疊對應到主叢。

## 文獻
- Hatcher, Allen. . Cambridge University Press. 2002  [2008-05-15]. ISBN 0-521-79540-0. （原始内容存档于2018-05-19）.